# Zasady polityki gospodarczej
Zasugerowano, aby zintegrować ten artykuł z artykułem Polityka gospodarcza. Nie opisano powodu propozycji integracji.
Zasady polityki gospodarczej – uniwersalne, niezmienne sposoby postępowania w polityce gospodarczej, których zaniedbanie uniemożliwia jej optymalne prowadzenie. Ich porównanie i zgodność z realnie prowadzoną polityką stanowi użyteczne narzędzie oceny procesu polityki gospodarczej.
Podstawowymi zasadami polityki gospodarczej są:
- zasada kompleksowości i samoograniczenia,
- zasada spójności,
- zasada oszczędności.

Zasada kompleksowości oznacza, iż podmioty prowadzące politykę gospodarczą powinny rozpatrywać wszystkie szanse na realizację założonych celów oraz analizować wszystkie czynniki wewnętrzne i zewnętrzne, które mogą wpływać na ich wykorzystanie. Samoograniczanie oznacza, iż państwo nie musi interweniować we wszystkich możliwych obszarach i sektorach gospodarki, ale powinno selekcjonować obszary działania.
Zasada spójności, to realizowanie poszczególnych szans w taki sposób, aby minimalizować konflikty między nimi (np. konflikt ekologiczne, konflikty między interesami indywidualnymi i społecznymi, itp.).
Zasada oszczędności oznacza, iż w warunkach ograniczonych zasobów niezbędna jest oszczędność wydatkowania. Dodatkowo oszczędność ma dotyczyć interwencjonizmu, który stosowany w nadmiarze może ograniczać inicjatywę prywatną i społeczną.